# NGC 4535
NGC 4535 is een balkspiraalstelsel in het sterrenbeeld Maagd. Het hemelobject werd op 28 december 1785 ontdekt door de Duits-Britse astronoom William Herschel. Het ligt in de buurt van NGC 4535A.

## Synoniemen
- UGC 7727
- MCG 1-32-104
- ZWG 42.159
- VCC 1555
- IRAS12318+0828
- PGC 41812